# Opera Rara
Opera Rara es un compañía discográfica británica con sede en Londres, especializada en música clásica. Fue fundada en 1970 por Patric Schmid y Don White.

## Historia
La compañía fue creada en 1970 por Patric Schmid y Don White. Originalmente se creó para dar a conocer óperas raras u olvidadas de Giacomo Meyerbeer y Gaetano Donizetti así como otros compositores del "bel canto" como Giovanni Pacini y Saverio Mercadante. Su actividad se ha ampliado recientemente para incluir grabaciones originales de la BBC de obras de Giuseppe Verdi que son más conocidas por versiones posteriores.
La primera ópera completa, Il crociato in Egitto de Meyerbeer, fue editada como un concierto en 1972, en el que actuaba la soprano Janet Price. Fue la primera representación en más de 100 años y suscitó tal interés entre los coleccionistas que inmediatamente aparecieron varias ediciones piratas. Maria Padilla de Donizetti, otra vez con Price, la siguió pronto. Otras de las primeras grabaciones fueron Maria de Rudenz de Torquato Tasso y Rosmonda d'Inghilterra de Donizetti, L'étoile du nord de Meyerbeer, así como dos óperas de Mercadante: Orazi e Curiazi y Virginia. Todas ellas resultaban ser las primeras representaciones de esos trabajos en años. 
En 1977 se editó la primera grabación de Ugo, conte di Parigi de Donizetti, cuyo elenco incluía otra vez a Janet Price, además de Yvonne Kenny, Della Jones y Christian du Plessis. Otros cantantes que han participado en grabaciones de Opera Rara son Renée Fleming, Jennifer Larmore, Nelly Miricioiu, Chris Merritt y Bruce Ford.
Opera Rara está patrocinada por la fundación de Peter Moores.

## Premios y reconocimientos
- En octubre de 2024 fue nombrada sello del año por la revista Gramophone.[2]

## Discografía selecta
A continuación figuran todas las óperas, ordenadas por compositor, de las que Opera Rara ha realizado grabaciones completas. Las grabaciones señaladas con un asterisco (*) son estrenos mundiales:
Vincenzo Bellini
- Adelson e Salvini (ORC56)*
- Il pirata (ORC45)
- La straniera (ORC38)*

Gaetano Donizetti
- Belisario (ORC49)*
- Caterina Cornaro (ORC48)
- Dom Sébastien, roi de Portugal (ORC33)
- Elvida (ORC29)*
- Emilia di Liverpool (ORC8)*
- Francesca di Foix (ORC28)*
- Gabriella di Vergy (ORC3)*
- Il diluvio universale (ORC31)*
- Il paria (ORC60)*
- Imelda de' Lambertazzi (ORC36)*
- La romanzesca e l'uomo nero (ORC19)*
- L'ange de Nisida (ORC58)*
- L'assedio di Calais (ORC9)*
- Le duc d'Albe (ORC54)*
- L'esule di Roma (ORC64)*
- Les Martyrs (ORC52)*
- Linda di Chamounix (ORC43)
- Maria de Rudenz (ORC16)*
- Maria di Rohan (ORC44)*
- Maria Padilla (ORC6)*
- Ne m'oubliez pas (ORC4)*
- Parisina (ORC40)
- Pia de' Tolomei (ORC30)*
- Rita (ORC50)*
- Roberto Devereux (ORC24)
- Rosmonda d'Inghilterra (ORC13)*
- Ugo, conte di Parigi (ORC1)*
- Zoraida di Granata (ORC17)*

Charles Gounod
- La colombe (ORC53)

Ruggero Leoncavallo
- Zazà (ORC55)
- Zingari (ORC61)*

Jules Massenet
- Le portrait de Manon (ORC47) (includes Berlioz: Les nuits d'été)

Simon Mayr
- Ginevra di Scozia (ORC23)*
- Medea in Corinto (ORC11)

Saverio Mercadante
- Emma d'Antiochia (ORC26)*
- Orazi e Curiazi (ORC12)*
- Virginia (ORC39)*
- Il proscritto (ORC62)*

Giacomo Meyerbeer
- Dinorah (ORC5)*
- Il crociato in Egitto (ORC10)*
- Margherita d'Anjou (ORC25)*

Jacques Offenbach
- Christopher Columbus  (ORC2)
- Fantasio (ORC51)*
- La Princesse de Trébizonde (ORC63)*
- Robinson Crusoe (ORC7)*
- Vert-Vert (ORC41)*

Giovanni Pacini
- Alessandro nell'Indie (ORC35)*
- Carlo di Borgogna (ORC21)*
- Maria, regina d'Inghilterra (ORC15)*

Giacomo Puccini
- Le Villi (ORC59)*

Gioachino Rossini
- Adelaide di Borgogna  (ORC32)
- Aureliano in Palmira  (ORC46)*
- Bianca e Falliero  (ORC20)*
- Elisabetta, regina d'Inghilterra (ORC22)*
- Ermione  (ORC42)
- La donna del lago  (ORC34)
- Otello  (ORC18)*
- Ricciardo e Zoraide (ORC14)*
- Semiramide  (ORC57)
- Zelmira  (ORC27)

Ambroise Thomas
- La cour de Célimène (ORC37)*